# Adriana Ángeles
Adriana Ángeles Lozada (ur. 19 stycznia 1979 w Pachuce) – meksykańska judoczka. Olimpijka z Sydney 2000, gdzie odpadła w drugiej rundzie w kategorii 48 kg.
Zdobyła brązowy medal na igrzyskach panamerykańskich w 1999. Wicemistrzyni Igrzysk Ameryki Środkowej i Karaibów w 1998. Mistrzyni Karaibów w 2001 roku.

## Letnie Igrzyska Olimpijskie 2000
| Konkurencja      | Walki                 | Walki                 | Klas. końcowa |
| Konkurencja      | 1/16                  | 1/8                   | Miejsce       |
| ---------------- | --------------------- | --------------------- | ------------- |
| waga ekstralekka | Maarit Kallio (FIN) W | Vanesa Arenas (ESP) P | druga runda   |